# Dame van Auxerre

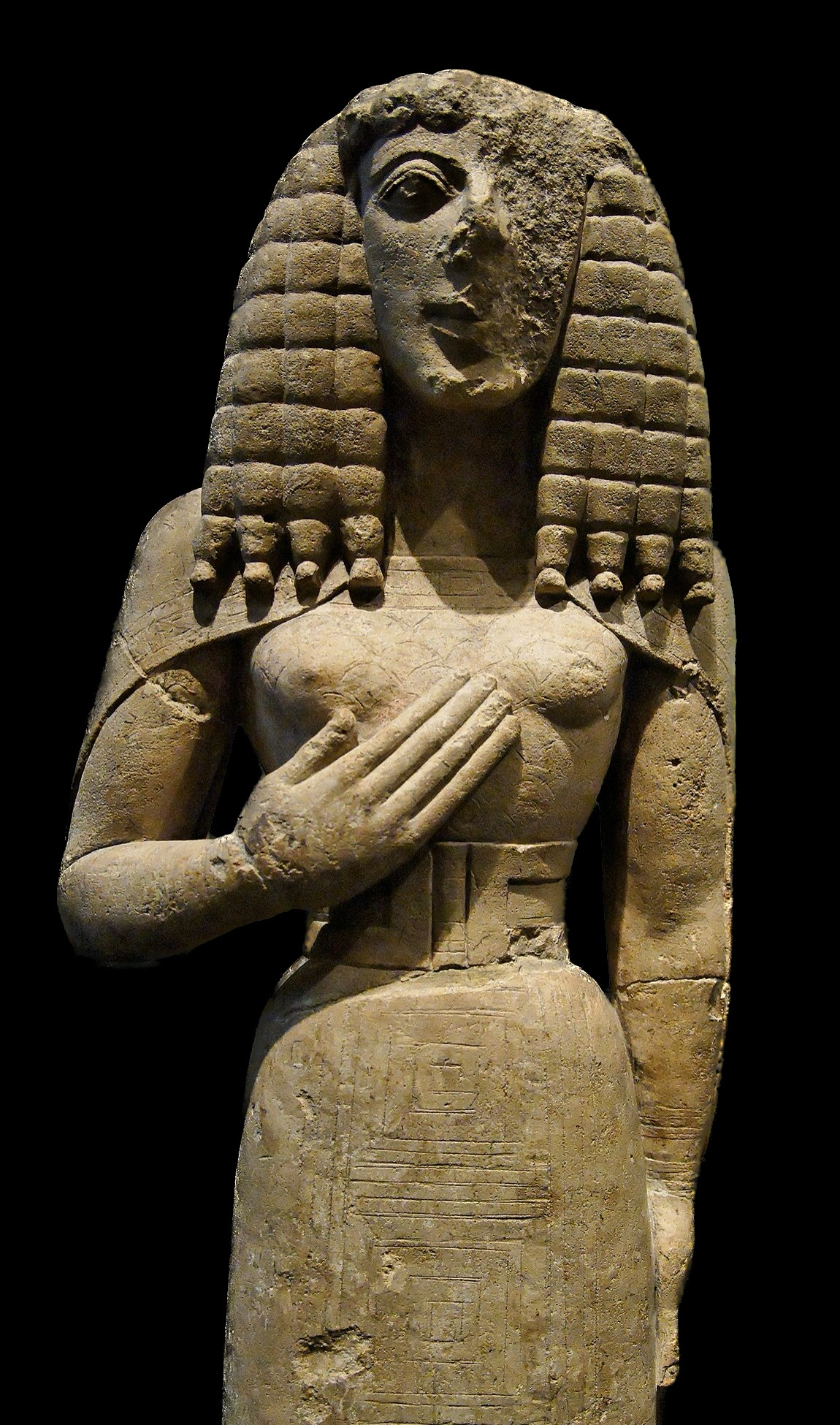
De Dame van Auxerre

De Dame van Auxerre is een Grieks beeldje uit de 7e eeuw voor Christus van de Oud-Griekse beeldhouwkunst. Het is afkomstig van Kreta en het is een voorbeeld van Archaïsche kunst. Het beeldje is gemaakt in de Daedalische stijl.

## De ‘Dame van Auxerre’
Het beeldje is genoemd naar de Franse plaats Auxerre, waar het voor het eerst werd tentoongesteld. De stijl waarin het beeldje gemaakt is, wordt ‘daedalisch’ genoemd, naar de legendarisch vroege beeldhouwer Daedalus. De ‘Dame’ komt van Kreta. Haar houding is frontaal. Ze heeft een lange jurk aan die aan de voorkant en langs de hals versierd is met ingekraste concentrische vierkantjes. Rond haar smalle taille heeft ze een strakke riem. Haar schouders worden bedekt door een mantel. De ‘Dame van Auxerre’ heeft een driehoekig gezicht met lage wenkbrauwen en grote ogen. Haar haar heeft iets pruikachtigs met verticale lokken en horizontale golven, die in strengen op haar schouders vallen. Aan de zijkanten van het hoofd is het haar bijna driehoekig van vorm. Onder haar enigszins vormeloze jurk steken grote voeten uit. Ze houdt haar grote linkerhand plat tegen haar been aan en haar grote rechterhand dwars over haar bovenlichaam tussen de borsten. Men denkt dat dit een gebaar is dat aanbidding uitdrukt. Oorspronkelijk was dit beeldje, net als alle andere Griekse beelden, felgekleurd. Onderzoekers hebben namelijk in de groeven kleurresten aangetroffen. Aan de hand daarvan heeft men in het Allard Pierson Museum een gipsen kopie gekleurd.

## Waar staat het beeld nu
Het originele beeld van ‘De Dame van Auxerre’ bevindt zich nu in het Louvre. Het staat op de prehellenistische Griekse galerij. In deze kamer staan de oudste voorwerpen van de Griekse kunst die het museum heeft (3000- 480 v.Chr. ). Een derde van deze voorwerpen zijn nog nooit tentoongesteld aan het publiek. De 330 stukken zorgen voor een goed beeld van de beschavingen voor de klassieke periode: 'Cycladische kunst, Minoïsche kunst, Myceense kunst, geometrische kunst, oriëntaliserende kunst en archaïsche kunst.